# 津山工業高等専門学校
津山工業高等専門学校（つやまこうぎょうこうとうせんもんがっこう、英称:National Institute of Technology, Tsuyama College）は、岡山県津山市沼にある日本の国立高等専門学校である。1963年に設置された。略称は津山高専。

## 特色
- 早期一貫技術者教育

一般科目（数学、国語、英語などの科目）と所属する学科の専門科目とを効率的に組み合わせた5年間(専攻科を含むと7年間)一貫教育で、大学工学部と同程度の専門知識、技術を学ぶ。
- 自発的な学習を重視した柔軟な教科内容

一般、専門科目それぞれに、自発的に学習した成果や興味のもてる分野の資格取得などの成果が単位として認められる科目と、創造力や思考力を育てるための演習科目がある。これらの科目の学習を通じて技術者としての活力と創造力・思考力を養う。
- 広く開かれている進路

5年間の学習で身につけた実力は産業界から高く評価され、卒業生は企業等に就職したり大学3年次に編入することができる。また、2年間の専攻科修了者は一定の要件を満たすと、学士（工学）の学位が与えられる。専攻科からの大学院進学者も多い。
平成28年度より 総合理工学科になり、従来の科は総合理工学科の中の系としてリニューアルする。

## 設置学科

### 本科（準学士課程）
平成27年以前入学者
- 機械工学科
- 電気電子工学科
- 電子制御工学科
- 情報工学科

平成28年以降入学者
- 総合理工学科
  - 機械システム系
  - 電気電子システム系
  - 情報システム系
  - 先進科学系

電子制御工学科は機械システム系、電気電子システム系に包含され、新たに理科数学を専門とする系を設置。

### 専攻科（学士課程）
- 機械・制御システム工学専攻
- 電子・情報システム工学専攻